# Le Dernier Seigneur
Le Dernier Seigneur (The Last Tycoon) est une série télévisée américaine en neuf épisodes d'environ 61 minutes d'après l’œuvre inachevée de F. Scott Fitzgerald. Le pilote a été mis en ligne le 16 juin 2016 et les épisodes suivants le 28 juillet 2017 sur Amazon Video.
Cette série est disponible sur le service vidéo d'Amazon Prime Video dans l'ensemble des pays francophones.
L'œuvre de Fitzgerald a été adaptée maintes fois en 1976 sous le titre Le Dernier Nabab avec entre autres Robert De Niro. Une première série sort en 1957 avec Lee Remick et en 2013 en feuilleton radio diffusé le matin entre 7 h et 9 h sur les ondes de la BBC.
C'est la chaîne HBO qui devait produire la série avant de laisser le projet à Amazon Prime Video et Sony Pictures Entertainment.
Le Dernier Seigneur est le second projet pour la télévision de Lily Collins.

## Synopsis
L'histoire est celle de Monroe Stahr (Matt Bomer), jeune producteur exigeant de la société de cinéma Brady American dans les années 1930. La série va se concentrer sur ses envies de développer la société qui lui a donné sa chance et sa quête de l'Oscar. Pour cela, il sera aidé de nombreux scénaristes et réalisateurs qu'il poussera dans leurs derniers retranchements.

## Distribution

### Acteurs principaux
- Matt Bomer (VF : Jérémy Bardeau) : Monroe Stahr
- Kelsey Grammer (VF : Patrick Messe) : Pat Brady
- Lily Collins (VF : Aurélie Konaté) : Celia Brady
- Dominique McElligott (VF : Caroline Mozzone) : Kathleen Moore
- Enzo Cilenti (VF : Sébastien Desjours) : Aubrey Hackett
- Koen De Bouw (VF : Mathieu Buscatto) : Tomas Szep
- Mark O'Brien (VF : Benjamin Gasquet) : Max Miner
- Rosemarie DeWitt (VF : Déborah Perret) : Rose Brady

### Acteurs récurrents
- Bailey Noble (en) (VF : Olivia Luccioni) : Bess Burrows
- Annika Marks (VF : Stéphanie Hédin) : Bernadette Davis
- Jessica De Gouw (VF : Audrey Sablé) : Minna Davis
- Michael Siberry (VF : Jacques Bouanich) : Dr George Gyssling
- Taylor Nichols (VF : Philippe Siboulet) : le père Matthew Green
- Saul Rubinek (VF : Paul Borne) : Louis B. Mayer
- Eion Bailey (VF : Bertrand Liebert) : Clint Frost
- Jennifer Beals (VF : Danièle Douet) : Margo Taft
- Melia Kreiling (VF : Chloé Berthier) : Hannah Taub

- Version française
  - Société de doublage : Deluxe Media Paris[2],[3]
  - Direction artistique : Pauline Brunel[2],[3]
  - Adaptation des dialogues : Marie-Pierre Deprez[3]

 Source et légende : version française (VF) sur RS Doublage et Doublage Séries Database

## Production
Le 9 septembre 2017, la série est annulée.

## Épisodes
1. Un Monde nouveau (Pilot)
2. Les lois du casting (Nobody Recasts Like Monroe)
3. Des stars dans les étoiles (More Stars Than There Are in Heaven)
4. Funérailles (Burying the Boy Genius)
5. Une petite musique du Reich (Eine Kleine Reichmusik)
6. Noël chez les Brady (A Brady-American Christmas)
7. Une union au plus-que-parfait (A More Perfect Union)
8. Saut dans le vide (An Enemy Among Us)
9. Oscar, Oscar, Oscar (Oscar, Oscar, Oscar)